# EPrix van Marrakesh 2018
De ePrix van Marrakesh 2018 werd gehouden op 13 januari 2018 op het Circuit International Automobile Moulay El Hassan. Het was de derde race van het seizoen.
De race werd gewonnen door Felix Rosenqvist voor het team Mahindra Racing. Sébastien Buemi werd tweede voor Renault e.Dams en DS Virgin Racing-coureur Sam Bird maakte het podium compleet.

## Kwalificatie
| Pos                 | No | Coureur                | Team                      | Q1       | Q2       | Grid |
| ------------------- | -- | ---------------------- | ------------------------- | -------- | -------- | ---- |
| 1                   | 9  | Sébastien Buemi        | Renault e.Dams            | 1:20.491 | 1:20.355 | 1    |
| 2                   | 2  | Sam Bird               | DS Virgin Racing          | 1:20.563 | 1:20.615 | 2    |
| 3                   | 19 | Felix Rosenqvist       | Mahindra Racing           | 1:20.115 | 1:21.196 | 3    |
| 4                   | 6  | José María López       | Dragon Racing             | 1:20.417 | 1:21.369 | 4    |
| 5                   | 1  | Lucas di Grassi        | Audi Sport ABT Schaeffler | 1:20.314 | 1:21.444 | 5    |
| 6                   | 36 | Alex Lynn              | DS Virgin Racing          | 1:20.567 |          | 6    |
| 7                   | 3  | Nelson Piquet jr.      | Panasonic Jaguar Racing   | 1:20.585 |          | 7    |
| 8                   | 66 | Daniel Abt             | Audi Sport ABT Schaeffler | 1:20.605 |          | 8    |
| 9                   | 20 | Mitch Evans            | Panasonic Jaguar Racing   | 1:20.690 |          | 9    |
| 10                  | 16 | Oliver Turvey          | NIO Formula E Team        | 1:20.748 |          | 10   |
| 11                  | 68 | Luca Filippi           | NIO Formula E Team        | 1:20.804 |          | 11   |
| 12                  | 27 | Tom Blomqvist          | MS&AD Andretti Formula E  | 1:20.870 |          | 12   |
| 13                  | 25 | Jean-Éric Vergne       | Techeetah                 | 1:20.906 |          | 13   |
| 14                  | 5  | Maro Engel             | Venturi Formula E Team    | 1:20.920 |          | 14   |
| 15                  | 8  | Nicolas Prost          | Renault e.Dams            | 1:20.937 |          | 15   |
| 16                  | 7  | Jérôme d'Ambrosio      | Dragon Racing             | 1:21.176 |          | 16   |
| 17                  | 18 | André Lotterer         | Techeetah                 | 1:21.222 |          | 20   |
| 110%-tijd: 1:28.127 |    |                        |                           |          |          |      |
| 18                  | 23 | Nick Heidfeld          | Mahindra Racing           | 1:28.671 |          | 17   |
| 19                  | 28 | António Félix da Costa | MS&AD Andretti Formula E  | 1:36.167 |          | 19   |
| 20                  | 4  | Edoardo Mortara        | Venturi Formula E Team    | 1:36.733 |          | 18   |

## Race
| Pos | No | Coureur                | Team                      | Rondes | Tijd/Oorzaak uitval | Grid | Punten |
| --- | -- | ---------------------- | ------------------------- | ------ | ------------------- | ---- | ------ |
| 1   | 19 | Felix Rosenqvist       | Mahindra Racing           | 33     | 48:04.751           | 3    | 25     |
| 2   | 9  | Sébastien Buemi        | Renault e.Dams            | 33     | +0.945              | 1    | 21     |
| 3   | 2  | Sam Bird               | DS Virgin Racing          | 33     | +5.762              | 2    | 15     |
| 4   | 3  | Nelson Piquet jr.      | Panasonic Jaguar Racing   | 33     | +6.554              | 7    | 13     |
| 5   | 25 | Jean-Éric Vergne       | Techeetah                 | 33     | +12.238             | 13   | 10     |
| 6   | 6  | José María López       | Dragon Racing             | 33     | +16.491             | 4    | 8      |
| 7   | 23 | Nick Heidfeld          | Mahindra Racing           | 33     | +28.381             | 17   | 6      |
| 8   | 27 | Tom Blomqvist          | MS&AD Andretti Formula E  | 33     | +32.380             | 12   | 4      |
| 9   | 36 | Alex Lynn              | DS Virgin Racing          | 33     | +33.520             | 6    | 2      |
| 10  | 66 | Daniel Abt             | Audi Sport ABT Schaeffler | 33     | +40.951             | 8    | 1      |
| 11  | 20 | Mitch Evans            | Panasonic Jaguar Racing   | 33     | +46.278             | 9    |        |
| 12  | 5  | Maro Engel             | Venturi Formula E Team    | 33     | +46.915             | 14   |        |
| 13  | 8  | Nicolas Prost          | Renault e.Dams            | 33     | +53.099             | 15   |        |
| 14  | 28 | António Félix da Costa | MS&AD Andretti Formula E  | 33     | +56.116             | 19   |        |
| 15  | 7  | Jérôme d'Ambrosio      | Dragon Racing             | 33     | +1:13.805           | 16   |        |
| 16  | 68 | Luca Filippi           | NIO Formula E Team        | 32     | +1 ronde            | 11   |        |
| 17  | 4  | Edoardo Mortara        | Venturi Formula E Team    | 30     | Ongeluk             | 18   |        |
| DNF | 16 | Oliver Turvey          | NIO Formula E Team        | 17     | Mechanisch          | 10   |        |
| DNF | 18 | André Lotterer         | Techeetah                 | 14     | Remmen              | 20   |        |
| DNF | 1  | Lucas di Grassi        | Audi Sport ABT Schaeffler | 7      | Stroomuitval        | 5    |        |

## Tussenstanden na de race

### Coureurs
| Positie | Rijder            | Team                    | Punten |
| ------- | ----------------- | ----------------------- | ------ |
| 1       | Felix Rosenqvist  | Mahindra Racing         | 54     |
| 2       | Sam Bird          | DS Virgin Racing        | 50     |
| 3       | Jean-Éric Vergne  | Techeetah               | 43     |
| 4       | Nelson Piquet jr. | Panasonic Jaguar Racing | 25     |
| 5       | Edoardo Mortara   | Venturi Formula E Team  | 24     |

### Constructeurs
| Positie | Team                    | Punten |
| ------- | ----------------------- | ------ |
| 1       | Mahindra Racing         | 75     |
| 2       | DS Virgin Racing        | 58     |
| 3       | Techeetah               | 43     |
| 4       | Panasonic Jaguar Racing | 40     |
| 5       | Venturi Formula E Team  | 30     |